# Misteria (zespół muzyczny)
Misteria jest to zespół założony w 1996 roku w Rzeszowie grający muzykę na pograniczu melodyjnego death metalu i black metalu z wpływami folka. W 1999 została wydana ich płyta "Masquerade of Shadows"przez wytwórnie Pagan Records. Zespół rozpadł się w 2003 roku w wyniku czego powstały dwa zespoły. Maniek, Nowy i G.R.A.B.A.Z utworzyli razem z jeszcze dwoma muzykami zespół Mysteria.

## Muzycy
Ostatni znany skład zespołu
- Mirek "Heniu" Mamczur - gitara, wokal
- Seweryn "Winnetou" Gielarowski - gitara prowadząca
- Kuba "Skrzatan" Pelczar - gitara basowa
- Dominik "Chomik" Sadłowski - keyboard
- Paweł "Lord Viader" Leniart - perkusja

Byli członkowie
- Mariusz "Maniek" Zawadzki - gitara, wokal
- Tomasz "G.R.A.B.A.Z." Grzesik - gitara
- Marcin "Nowy" Nowak - gitara basowa

## Dyskografia
Albumy studyjne
- Masquerade of Shadows (1999, Pagan Records)
- Universe Funeral (2002, Pagan Records)

Dema
- Promo '98 (1998, wydanie własne)